# Janusz Łukasiewicz
Janusz Marek Łukasiewicz (ur. 10 września 1925 w Sieradzu, zm. 25 sierpnia 1998) – polski działacz partyjny i państwowy, były naczelnik powiatu rawskiego i przewodniczący Prezydium Powiatowej Rady Narodowej w Rawie Mazowieckiej, w latach 1975–1981 wicewojewoda skierniewicki.

## Życiorys
Syn Aleksandra i Marii. Kształcił się na kursie w Akademii Nauk Społecznych w Moskwie we wrześniu i październiku 1978. Należał do Polskiej Partii Socjalistycznej, w 1948 wstąpił do Polskiej Zjednoczonej Partii Robotniczej. Od 1964 do 1975 należał do egzekutywy Komitetu Powiatowego PZPR w Rawie Mazowieckiej. Na początku lat 70. był przewodniczącym Prezydium Powiatowej Rady Narodowej w Rawie Mazowieckiej, a ok. 1975 pełnił funkcję ostatniego naczelnika powiatu rawskiego. W 1975 został członkiem Komitetu Wojewódzkiego PZPR w Łodzi, później należał do KW PZPR w Skierniewicach. Od ok. 1975 do ok. 1980 pełnił funkcję wicewojewody skierniewickiego.
W 1956 otrzymał Srebrny Krzyż Zasługi.
Pochowany na cmentarzu komunalnym w Sieradzu (11C/14/330)